# عبدالله قاسمی‌پور
عبدالله قاسمی‌پور (زادهٔ ۱۳۳۱ در مریوان) نمایندهٔ حوزهٔ انتخابیهٔ مریوان در دورهٔ پنجم مجلس شورای اسلامی بوده‌است.